# Tyrfing
Tyrfing, Tirfing eller Tyrving (navnet er af usikker oprindelse, muligvis forbundet med terwingerne, et gotisk folk nord for den nedre Donau) var et magisk sværd i den nordiske mytologi.
Sværdet kendes fra Tyrfing-sagnkredsen, der omfatter et digt fra den Ældre Edda kaldet Hervararkviða. Den tredje Angantyr kan være identisk med den Incgentheow som navngives i det gammelengelske digt Widsith (linje 116), sammen med sin far Heidrek (Heathoric), halvbroren Hlod (Hlithe) og Hlods mor Sifka (Sifecan).

## Svafrlame
Svafrlame var konge af Gardariki og sagdes at være Odins sønnesøn. Da han kom over de to dværge Dvalinn og Durin, svang han sit sværd med runer på over dem, så at de ikke kunne undslippe. Han lovede dem livet, hvis de smedede ham et sværd med hjalte af guld, og som altid ville bringe sejr og aldrig ruste. Ved den aftalte tid vendte han tilbage og fik sværdet overrakt; men straks Svafrlame greb det, løb de ind i stenen. Dvalin stod i døren, vendte sig om og sagde: "Det sværd bliver en mands bane hver eneste gang det drages; med det skal der øves tre niddingsværk, og du skal også selv få din død af det." Da kongen hørte Dvalins ord, huggede han efter ham med sværdet, men døren ind i stenen var allerede lukket, og sværdet sank så dybt i klippen, at æggen blev skjult på begge sider. Svafrlame kaldte sværdet for Tyrfing; det lyste som ild i mørket, når det blev draget, og det ville ikke i skeden, før det var farvet af menneskeblod. Så skarpt bed det, at ingen levede dagen over, når det først havde skadet dem. Kongen bar det siden i mange kampe, og i dem alle fik han sejr.

## Arngrim
På gården Bolm i Hålogaland boede Arngrim, som var halvt jætte. Engang hærgede han i Svafrlames rige, og da de to mødtes på slagmarken, huggede kongen så voldsomt efter Arngrim, at Tyrfing blev stående fast i jorden. Arngrim rykkede sværdet op, dræbte Svafrlame med hans eget våben, og tog det som sit eget. Derefter plyndrede han kongsgården og tog kongens datter Eyfura med hjem. Sammen fik de tolv sønner; den ældste hed Angantyr og fik Tyrfing efter sin far. Men bersærkere var de alle tolv.

## Den første Angantyr
Angantyr aflagde en jul det løfte, at han ville drage til Uppsala og vinde kong Yngves datter Ingeborg. Om sommeren sejlede de tolv brødre til Sverige, og Angantyr bejlede til kongedatteren. Ingeborg sagde imidlertid, at hun foretrak sin fars hirdmand Hjalmar, som hun kendte, fremfor en ukendt voldsmand. Angantyr svarede, at han ikke ville tvistes med hende, men Hjalmar stævnede han til tvekamp på Samsø den næste midsommer. Vinteren gik, og næste forår tog brødrene afsted. Undervejs tog de ind hos jarlen Bjartmar, og nu ville Angantyr pludselig giftes med jarlens datter Tofa. Ingen turde sige Arngrimssønnerne imod, så der blev fejret bryllup, inden han tog videre for at vinde Ingeborg.

## Kampen på Samsø
Hjalmar var allerede ankommet Samsø sammen med sin ven Orvar-Odd. De aftalte med Arngrimssønnerne, at Hjalmar skulle slås med Angantyr, og Orvar-Odd med hans 11 brødre en for en. Den sejrende skulle lægge sine modstandere i høj sammen med deres våben. Så begyndte holmgangen. Orvar-Odd gjorde det af med Angantyrs brødre, og Hjalmar dræbte Angantyr, men var selv i færd med at forbløde, da Orvar-Odd kom til. Han sad hos, til Hjalmar var død, og hjemførte ham så til Uppsala efter at have begravet Arngrimssønnerne og deres våben. Da Ingeborg så den døde Hjalmar, brød hun sammen og døde af sorg, og de to blev begravet sammen.

## Hervør får sværdet
Hos Bjartmar jarl havde datteren Tufa sat Angantyrs datter til verden. Folk tilrådede, at hun blev sat ud, for hvis hun slægtede sin far på, ville hun aldrig få kvindesind. Hendes morfar lod hende dog leve og kaldte hende Hervør. Hun voksede op til en køn pige, men helt ustyrlig, og en dag stak hun af iført mandstøj og slog sig sammen med vikinger. Sammen med dem kaldte hun sig Hervard, og da høvdingen faldt, tog hun ledelsen. Sådan kom hun til Samsø og gik alene i land hen under aften. Solen gik ned, og et højt drøn lød fra gravhøjene, mens ild skød op fra dem. Hervør gik alligevel op til højene og kaldte på sin far som "eneste datter af dig og Tofa.". Snart så hun Angantyr stå i døren til højen; han sagde, at ingen kvinde kunne røre ved sværdet Tyrfing. Hervør lod sig dog ikke skræmme, og Angantyr rakte hende så Tyrfing: "Med sværdet giver jeg dig tolv mænds lykke og styrke; du vil føde en søn, som skal bære det i jublende kraft og blive berømt som ingen anden konge på jord. Men vogt dig vel, ti Tyrfing vil øde hele din æt." Men Hervør råbte højt af glæde og erklærede, at hendes lykke nu var større, end om hun "havde hele Norge i sin hånd."

## Den anden Angantyr
Med sin fars sværd sejlede Hervør til kong Gudmund i Hålogaland og kaldte sig stadig Hervard. En dag hun kom ind i hallen, havde en mand trukket Tyrfing af skeden. Hun greb sværdet og huggede ham ned. Gudmund hirdmænd kom til for at dræbe hende; men kongen havde allerede gennemskuet, at hun var kvinde, og bød dem at sætte sig igen, for det drab ville ikke bringe dem nogen oprejsning. Men Hervør rejste hjem til sin morfar, tog kjole på og satte sig til at sy og væve sammen de andre kvinder. En dag kom kong Gudmunds søn Høfund til jarlens gård for at bejle til hende. De giftede sig, og fik to sønner sammen, Angantyr og Heidrek. Angantyr tog efter sin far og var afholdt af alle, mens Heidrek havde sin mors ustyrlige sind.
Heidrek satte folk op mod hinanden, når han sit snit til det, og det kostede til sidst en mand livet. Høfund bød til sidste, at sønnen skulle drage sin vej og aldrig mere komme for hans øjne. Før Heidreks afrejse gav Hervør ham sværdet Tyrfing. Han huggede straks sin bror Angantyr og dræbte ham. Af sorg over sin gerning flakkede Heidrek om i skovene og levede af jagt; men vendte dog tilbage til sin fars gård, hvor der blev drukket gravøl over hans bror. Han fik sin mor kaldt ud og fortalte hende, at han ønskede at bruge Tyrfing til at vinde sig hæder og ære. Så gik Hervør ind til Høfund og sagde, at det var ondt for hendes barn at drage som en fredløs ud i verden, og Høfund tilrådede, "at han aldrig giver den mand fred som har sveget sin herre, at han aldrig fostrer en mægtigere mands barn, aldrig røber en hemmelighed til sin frille og aldrig stiller Tyrfing ved sine fødder eller op mod sit knæ." Da Hervør overbragte disse råd, svarede Heidrek bittert: "Hans råd vil jeg ikke skøtte meget om, for han har ikke givet dem af et godt hjerte mod mig." Dermed skiltes mor og søn.

## Den tredje Angantyr
Snart så Heidrek to fanger slæbes af sted, der skulle hænges, fordi de havde sveget deres konge. Heidrek købte fangerne fri med guld, og som tak for hjælpen tilbød de ham at gå i hans tjeneste, men han nærede ikke megen tillid til nogen, der havde sveget sin herre, og afslog. I Reidgøtaland (udlagt som Jylland) blev han vel modtaget af kong Harald, som var gammel og nødt til at betale landets fjender for at få fred. Heidrek tilbød kongen at betale sin skat med våben i stedet for med guld, hvis han også fik kongens datter; og det gik kongen med til. Heidrek nedkæmpede så reidgøternes fjender ved hjælp af Tyrfing, og gjorde kong Harald mere anset end nogensinde før. Derefter blev han gift med kongens datter Helga, og fik med hende sønnen Angantyr.
En tid derefter blev det misvækst og hungersnød, og varslerne lød, at den ypperste yngling i riget måtte ofres, før nogen bedring kunne ventes. Heidrek sagde, at den ypperste måtte være kongens søn; men den gamle kong Harald holdt på, at der var mere ved Heidreks søn, hans egen dattersøn Angantyr. Kong Høfund blev sat til at afgøre sagen, da han var anset den retfærdigste mand, de kendte. Høfund fandt, at hans sønnesøn Angantyr den ypperste yngling i Reidgøtaland, men dømte derved drengen til at blotes, og Heidrek efterspurgte straks, hvilken bod han kunne få for sit tab. Høfund fandt det rimeligt, at sønnen overtog hver anden mand i kong Haralds hird til gengæld for tabet af sin søn. Heidrek forkyndte så folket sin fars dom, at hans søn var den ypperste i landet og dermed dømt til at blotes, mens han selv til bod for sønnetabet fik hver anden mand i Haralds hird, som aflagde ed på at følge ham indenlands og udenlands og adlyde ham. Da råbte Heidrek: "Nu vier jeg Harald og hans søn med hele deres hær til Odin, og det er et rigere offer end at blote en dreng, selv om han er den ypperste," og dermed rejste han sit mærke og angreb sin svigerfar med sin del af hirden. Kong Harald og hans søn faldt og de fleste af deres mænd, og Heidrek blev konge i Reidgøtaland; men Helga tog sit liv af sorg over sin fars død.

## Sønnen Hløed og fostersønnen Herlaug
Efter at have hærget blandt hunnerne, fik Heidrek sønnen Hløed med sin frille Sifka, datter av hunnerkongen Humle. Sifka blev hos Heidrek, mens Hløed voksede op blandt hunnerne hos sin morfar Humle. Selv tilbød kong Heidrek at opfostre Herlaug, søn af kong Hrollaug i Gardarige. Hrollaug brød sig ikke om det, med tanke på Heidreks svig mod kong Harald; men dronningen mindede sin mand om, hvor mægtig en konge Heidrek var. Herlaug kom så til Heidrek, som tog sig godt af ham. Engang indbød Hrollaug ham, og Heidrek drog til Gardarige medbringende sin frille Sifka. En dag, da alle var ude på jagt, sagde Heidrek til sin fostersøn, at han skulle holde sig i skjul, til Heidrek sendte bud efter ham. Drengen gjorde, som han blev bedt om, selv om folkene efterhånden begyndte at lede efter ham, da mørket faldt på. Heidrek gik tidlig til sengs, og Sifka spurgte ham hvorfor. Han svarede, at det kunne han ikke tale om, for det kunne koste ham livet. Sifka lovede at holde på hans betroelser. Da fortalte han hende, at der var sket en ulykke samme dag, da han havde trukket Tyrfing mod en galt, men i stedet var kommet til at dræbte Herlaug. Dagen efter spurgte dronningen Sifka, hvorfor Heidrek var så tavs; Sifka svarede, at det ville koste Heidrek livet, om nogen fik det at høre, så hun turde intet sige. Det gjorde hun nu alligevel, da dronningen havde snakket hende rundt; og siden fandt kong Hrollaug sin opløst i tårer og overbevist om sin søns død. "Det var dit råd, at jeg skulde give Heidrek min søn til fostring," sagde kongen, og befalede sine mænd at pågribe Heidrek. Det brød mændene sig ikke om, da Heidrek var meget afholdt; men to mænd sprang frem og bandt ham; netop de to, han havde købt fri, da de var på vej til galgen. Nu stod han selv for tur, men undervejs fik han sendt bud efter sin fostersøn, og da han stod under galgen, kom drengen løbende og reddede ham.

## Heidreksgåderne og Odins vrede
Som en forsoningsgave tilbød kong Hrollaug ham sin datter, og med hende fik Heidrek en datter, som hed Hervør og kom til at ligne sin navnesøster; hun var køn, men stor og stærk som en mand.
Heidrek selv sad hjemme og kom i stor anseelse. Han dyrkede Frej og ofrede til ham. En juleaften, da galten blev båret ind i hallen for kongen, lagde han sine hænder på den og lovede, at han aldrig ville øve uret. Selv den, som havde forbrudt sig, skulle få sin sag afgjort efter de bedste vismænds dom på kongsgården, hvis han ellers gik i kongens tjeneste. Og hvis Heidreks fjende også kunne overvinde ham i kløgt og stille ham spørgsmål, som kongen ikke kunne svare på, skulle han regne sig som løst fra anklagerne. Derpå sendte han bud til Gestumblinde (= Gæst den blinde; den blinde gæst), som han længe havde ligget i fjendskab med, og stævnede ham til kongsgården, så vismænd kunde dømme dem imellem. Gestumblinde var ilde ved sagen, og fandt det tryggest at ofre til Odin i håb om hans hjælp. En aften bankede det så på hans dør, og en mand kom ind, så lig Gestumblinde, at ingen så forskel. De to byttede tøj og navn, og derpå drog den fremmede til kongen. "Jeg er kommet for at lade mig forlige med dig," sagde han. "Lad mig høre, om du kan stille mig gåder og spørgsmål som jeg ikke kan svare på," foreslog Heidrek. Gæsten bar så gåder frem, men Heidrek havde svar på rede hånd. En gåde lød: "En vej var under, en vej var over — veje var allevegne," og svaret var: "Du gik over en bro, fugle fløj over, og laks svømmede under; det er deres veje." En anden lød: "Det var hverken vin eller vand, mjød eller mungåt, og mad var det ikke — min tørst dog straks blev stillet." Svaret var: Duggen. En tredje lød: "Hen over mulden mægtigt han skrider — skove og søer han sluger. Han frygter blæsten, men folkene ikke, og fører sag imod solen." Svaret var: Tågen.
Til sidst spurgte gæsten: "Så sig mig, du allerviseste konge, hvilke ord hviskede Odin Balder i øret, da de lagde ham på bålet?" Da sprang Heidrek op og sagde: "Der sveg du mig, onde vætte, for de ord kender kun du, som talte dem," og han greb Tyrfing, som stod ved hans fødder, og huggede efter Gestumblinde; men han forvandlede sig til en falk og fløj ud gennem gluggen. Sværdet ramte falken i stjærten og afhuggede halefjerene, og derfor har falken stadigvæk korte halefjer. Men dermed havde Heidrek også vækket Odins vrede, og ind gennem gluggen lød ord, som indvarslede hans død. Og samme nat brød nogle hærtagne mænd, Heidrek havde gjort til sine trælle, sig ind i hans sovekammer og dræbte ham. De tog også Tyrfing og meget gods med sig og flygtede ud i ødemarken.

## Sejren over hunnerne
Angantyr blev taget til konge på tinget efter sin far, og svor, at han ikke vilde sætte sig i sin fars højsæde, før han havde hævnet hans død. Kort efter forlod han kongsgården alene, og kom en dag til et vand, hvor nogle mænd sad i en båd. Den ene trak en gedde op og råbte til sin fælle, at han skulle låne ham agnkniven, men den var i brug. "Så ræk mig sværdet i agterstavnen," sagde den første, "nu skal denne gedde få at føle, at Heidrek er blevet dræbt," og dermed skar han hovedet af fisken. Angantyr genkendte sin fars sværd, og da fiskerne var gået i land, væltede han deres telt ned over dem og dræbte dem. Derefter begav han sig hjem med Tyrfing.
Heidreks frillesøn Hløed voksede op hos sine frænder i Hunnerland, men opsøgte Angantyr ved arveølet for at få sin andel. Angantyr bød sin halvbror velkommen til gravøl, men Hløed svarede, at han ikke var kommet for at kvæge sin vom, men for at kræve et halve af arven, i land og kvæg og skatte og mænd. Da svarede Angantyr: "Der vil gå hul på mange skjolde, førend jeg deler Tyrfing i to, men jeg vil byde dig så meget af vor faders arv, at du kan være tilfreds." Da Heidreks gamle fosterfar, Gissur, hørte det, udbrød han: "Det er alt for meget at kaste til trælleungen i krogen." Hløed blev meget oprørt og drog lige hjem til sin morfar og beskyldte Angantyr for at have nægtet ham hans arv og kaldt ham trællesøn. Hunnerfyrsterne samlede nu en stor hær, og om våren drog de ind gennem den store skov Mørkved, som skiller Hunnerland fra Gøtaland. De kom til en befæstet gård, der tilhørte Angantyrs halvsøster Hervør. Hun sendte sin fosterfar, Ormar, ud mod hunnerhæren, og førte så sine egne mænd ud og værgede landet så længe hun kunne, men overmagten var for stor. Hervør faldt, og Ormar flygtede til Angantyr med de få overlevende og meldte, at hunnerne var i landet. Angantyr sørgede over sit tab: "Gæve søster, det var ikke megen kærlighed, du fik af din bror." Hans fosterfar Gissur meldte sig til at stævne fjenden til kamp ved Dunhede. Da han nåede frem til hunnerhæren, rejste han sig i stigbøjlerne og kastede et spyd ind over hæren og råbte: "Skræk er i jeres hær, dødsens er jeres konge, Odin give spydet kraft!" Ved Dunhede kæmpede nu gøterne og hunnerne i otte dage med store tab på begge sider. Men Angantyr fik forstærkninger fra alle kanter af landet, mens hunnernes hær stadig tyndedes ud; til sidst brød Angantyr igennem deres fylking og ind i skjoldborgen, hvor han fældede både kong Humle og sin halvbror Hløed med Tyrfing. Nu valgte hunnerne at flygte. Angantyr sad hos sin halvbror, da han døde: "Jeg bød dig dyre skatte, så mange du kunde favne om; nu har du hverken ringe eller land. Så ondt er det gået, at jeg skulde blive min egen brors bane, og den dåd vil aldrig gå mennesker af minde. Ond er nornernes vilje med os." Angantyr herskede dog længe i Reidgøtaland. Harald Hildetand blev regnet blandt hans efterkommere.